# 加藤ヒロユキ
加藤 ヒロユキ（かとう ヒロユキ）は、日本のテノール歌手、ラジオパーソナリティ、作詞家、作曲家、作家。

## 人物
京都市生まれの大阪育ち。大阪府立住吉高等学校から京都大学に進学する。京都大学経済学部在学中に、テノール歌手としてデビュー。
1987年から1990年渡米。ジャズヴォーカルからベルカント発声へと異色の転向。
帰国後、大阪樂友協会 主催オペレッタ『ジプシー男爵』のデュパン役で バリトン・デビュー。
神戸オペラ協会主催オペレッタ『天国と地獄』のプルート役でテノールへと転身。
関西を拠点に活躍し、レパートリーは小粋なジャズピアノの弾き語りから雄大なオペラアリアまで多彩。テノール歌手という肩書きにとらわれずコンサートによってジャンルを即座に変えて表現することができる数少ない歌手である。例えばイタリアの民謡“カンツォーネ”を披露したかと思えば、翌週のステージでは“ジャズ”を、その翌週には“ラテン音楽”を披露、とファンを飽きさせない。またジャズ、オペラ、ラテン、ポップスなどオリジナル曲に他のジャンルの要素をミクスチャーして、その多彩な歌唱法を駆使し披露することで、単にオリジナルのカバーやアレンジを変えただけという粋を超えている。
洗練されたスパイスの効いた音楽解説トークと歌とのステージングには定評があり、ジャズの名門雑誌「スイングジャーナル」の「ファンが選ぶ日本のアーティスト男性歌手部門」にランクイン。
イタリアオペラの巨匠であるウバルド・ガルディーニに師事。
力強いリリコ・スピント唱法を習得し、3オクターブの声域を自在に操れる。
2011年秋、アルバム「Love Letter」（制作・発売　ユーキャン (U-CAN)、販売 ユニバーサルミュージック (日本)）でCDメジャーデビューを果たす。
JAL機内誌「SKYWARD」などに映画のエッセイが掲載されエッセイストとしても活躍する。
また、2018年9月、本人書き下ろしの「人間いたるところ青山あり　父に捧げる乾杯のうた」（春秋社）が上梓された。この本は加藤ヒロユキの父である（テレビマンから脱サラして企業社長を経て、61歳で医師になった）加藤正彦の人生を綴ったもので関西のラジオでも頻繁に取り上げられた。

## ラジオパーソナリティ
MBSラジオ『月極ラジオ』のパーソナリティを2003年5月から担当。放送時間は、基本的に土曜深夜26時から29時（日曜午前2時から午前5時）までの3時間で、“未来のラジオパーソナリティを発掘することを目的とし期間は一か月のみという実験的な短期集中型ラジオ番組”であった。
この番組が好評を博し2003年6月からMBSラジオにて「加藤ヒロユキ 音楽のソムリエ」がスタート。
2008年4月には、MBSラジオにて毎週土曜日朝6時～8時の2時間、生放送番組『加藤ヒロユキ 週末のソムリエ』（2008年4月～2010年3月）を担当する。「音楽のソムリエ」同様、リスナーからのリクエストや、加藤ヒロユキのオリジナル楽曲を放送。また日々の生活に密着した情報や、関西圏で活躍するクラシック奏者や歌手、医師などをゲストに迎えるコーナー「ソムリエの部屋」では松下奈緒、真琴つばさ、うつみ宮土理、など人気女優や俳優がゲスト出演する回もあった。同番組で元・テレビ金沢アナウンサー大浦理子が加藤ヒロユキと共にメインパーソナリティを務め、現在の「加藤ヒロユキ 音楽のソムリエ」まで続く名コンビとなる。
2010年4月から「加藤ヒロユキ 音楽のソムリエ」が放送枠を毎週金曜日午前1時～1時30分に代えてスタート。深夜の30分とは思えないほど様々に趣向を凝らしたコーナーや、リスナー思いのプレゼントが好評。30分間の番組内で4つ曲を紹介し、加えてスタジオにピアノを持ち込んでの加藤ヒロユキの生歌ライブを行うなどした。第43回放送批評懇談会ラジオ部門ギャラクシー賞受賞。
「歌うラブレター」というコーナーでは全国のリスナーから番組に送られてくる、感涙を誘う内容の、愛がこもった手紙を番組スタート時から共演しているフルート奏者 フルーティー高城こと高城克枝の演奏をBGMに、加藤ヒロユキが読み上げ、それに加えて即興でメッセージソングを作り、すぐに弾き語りで発表。番組の名物になっている。このコーナーは手紙の内容によっては、加藤や大浦、そしてリスナーが号泣してしまうことで、一部では有名。ラジオパーソナリティとして「月極ラジオ」時代、また2003年「加藤ヒロユキ 音楽のソムリエ」スタート時から番組を担当している放送作家である橋本昌人が2013年11月27日に吉本興業系のヨシモトブックスから出版した著書「なみだのラブレター あの人に、あの子に、ありがとう」には当番組に寄せられた手紙も多数、載せられている。
2012年9月には、MBSラジオ以外の系列となるABCラジオにて「加藤ヒロユキのほんわか健康館」メインパーソナリティを東京・八王子の永生病院などを展開する医療法人社団 永生会 理事長 安藤たかおと共に務め、最新の医療情報や生活に役立つ健康情報を発信。大病院の院長とテノール歌手という異色のコラボレーションが話題となっている。安藤たかおは医師としての立場で科学的に病気や健康対策を解説、加藤ヒロユキは番組内で、音楽がメンタルヘルスの安定に大きな影響を与えているというスタンスであり、自身の歌を放送することも多い。

## 名誉ソムリエ
ワインと食に造詣が深く、自身のラジオ番組でも話題に上がることが多い。
自宅に大きなワインセラーを複数所有し、大きなイベントやコンサート終了後は必ずお気に入りの銘柄のワインを呑んでいる。
MBSラジオ「加藤ヒロユキ 音楽のソムリエ」という番組名はワインのソムリエのように“人”や“食事”“その瞬間に感じた思い”に合った音楽を自身も選べる人でいたい、という思いからネーミングされ、10年間、続く人気番組になった。
その功績もあり、2012年2月22日、日本ソムリエ協会から選ばれ、名誉ソムリエ（ソムリエ・ドヌール）に就任した。この名誉ソムリエ（ソムリエ・ドヌール）とは国内外の著名人にワインの楽しみを広く伝えてもらうとともに日本ソムリエ協会の主旨、活動を広く知らしめてもらうことを目的としており、日本の現職ソムリエ以外の人で、ワインの普及に努めた人、協会に功績のあった人、および今後協会の発展に寄与されるものである。現在までに、元首相の小泉純一郎や株式会社楽天 代表取締役会長兼社長の三木谷浩史、作家の倉本聰、林真理子、女優の萬田久子などの著名人が就任している。
今後も自身の活動の一つとしてワインやワインソムリエの普及に力を注ぐと共に、自身のコンサートでもワインを楽しみながら曲を提供できるスタイルのコンサート活動を全国で展開していくことをライフワークとしている。

## 食
とにかく食べることが大好きだという。
“食事”はプロの歌手として舞台に立つ前の調整をするために大きな要素を占める。
ステーキを豪快に食べて、ワインやシャンパンで盛大に乾杯することは、オペラやカンツォーネなどダイナミックな曲を舞台で歌い上げる際に必要な要素でもあるという。逆にコンサートの前はアルコールを控え、行き付けのレストランのシェフと話しながら、ゆっくり食事をして緊張を和らげたりしている。
全国でコンサートを開催してきた関係で、地方にも行き付けの料亭やレストランがある。その土地の珍味や、食材を楽しみにしているのはもちろんであるが、そのお店でしか味わえない雰囲気や、店主、女将との交流も大きな楽しみとし、そのため料理の味や印象が色濃く残るのだという。本人曰く、「お店の善し悪しは、とどのつまり、居心地の良さに尽きるんや」と。
料理の腕も確かで、簡単な丼ものなどの和食から、イタリアンやフレンチまで料理する。
長年、ランチショーやディナーショーを開催しているため、ゲストに提供する食事のメニューには十分に気を配り、場合によっては料理長やシェフと直接、相談してオリジナルメニューを提供することもある。
平成25年 （社）日本フードアナリスト協会 評議委員に就任。

## ローマ法王と謁見
1992年から1997年、京都の茶道お家元の側近として仕えた際に、1996年ローマ法王 故ヨハネ・パウロ2世 (ローマ教皇)との謁見を果たす。当時の経験をコンサートやラジオ番組で語ることがある。

## 出演
公演
東京芸術劇場大ホール
- NIPPON SYMPHONY CONCERT No.15 MEMORIAL＜情熱・愛・わが心のノスタルジア＞2008年10月31日
- NIPPON SYMPHONY CONCERT No.16 SPECIAL＜北欧 その大いなる自然と魂＞2009年11月6日
- NIPPON SYMPHONY CONCERT No.17＜人と自然、その光の中で＞2010年10月29日

大阪 梅田 サンケイホールプリーゼ
- 「加藤ヒロユキ 華麗なる映画音楽の世界」2011年10月1日
- 「加藤ヒロユキ 華麗なる映画音楽の世界PART II」2012年9月29日
- 「加藤ヒロユキ カンツォーネ物語」2013年10月26日

ビルボードライブ大阪 (@Billboard Live OSAKA)
- 第1回公演 2010年1月11日
- 第2回公演 2012年5月11日
- 弟3回公演 2014年5月15日

ラジオ
- MBS毎日放送ラジオ 加藤ヒロユキ 週末のソムリエ（2008年4月～2010年3月）
- MBS毎日放送ラジオ 加藤ヒロユキ 音楽のソムリエ（2003年6月～2008年3月 2010年4月～2014年3月）毎週金曜日深夜25:00～25:30
- MBS毎日放送ラジオ 子守康範 朝からてんコモリ（レギュラー出演）毎週火曜日 6:00～8:00
- ABC朝日放送ラジオ 加藤ヒロユキのほんわか健康館（レギュラー出演）毎週日曜日 9:45～10:00
- ラジオ大阪　土曜情報スタジオ 毎週土曜日　20：00～21：00

テレビ
- NHK総合 ぐるっと関西おひるまえ（2011年2月2日放送）
- NHK総合 ニューステラス関西（2014年2月25日）
- J:COMチャンネル おちゃのこsai sai（レギュラー出演中）毎週月曜日 16:00～17:00
- KBS京都TV ぽじポジたまご（隔週レギュラー出演）第一、第三月曜日 10:30～11:55

## ディスコグラフィー
「マルティニーク　アイランドナイト」
発売日：2005年11月13日
価格：2,000円 (税込)
レーベル　EFFETTO
オペレッタ「ジプシー男爵」、「天国と地獄」などでテノール歌手としての実力を発揮し、名門ジュリアード音楽院、東京芸術大学オペラ科教授を就任したマエストロ ウバルド・ガルディーニに師事。
ワイン通としても知られる音楽ソムリエ 加藤ヒロユキのデビュー盤。
「Love Letter」
発売日：2010年10月6日
価格：2,850円 (税込)
レーベル　
制作・発売　ユーキャン（U-CAN）
販売　ユニバーサル・ミュージック合同会社
テノール歌手、ラジオパーソナリティー、ワインの名誉ソムリエと多彩なジャンルで活躍する加藤ヒロユキのメジャーデビュー・アルバム。日本詞のオリジナル曲に加え、「島唄」や「愛の賛歌」などのカバー曲も多数収録。